# Liste der Autobahnen in Bosnien und Herzegowina

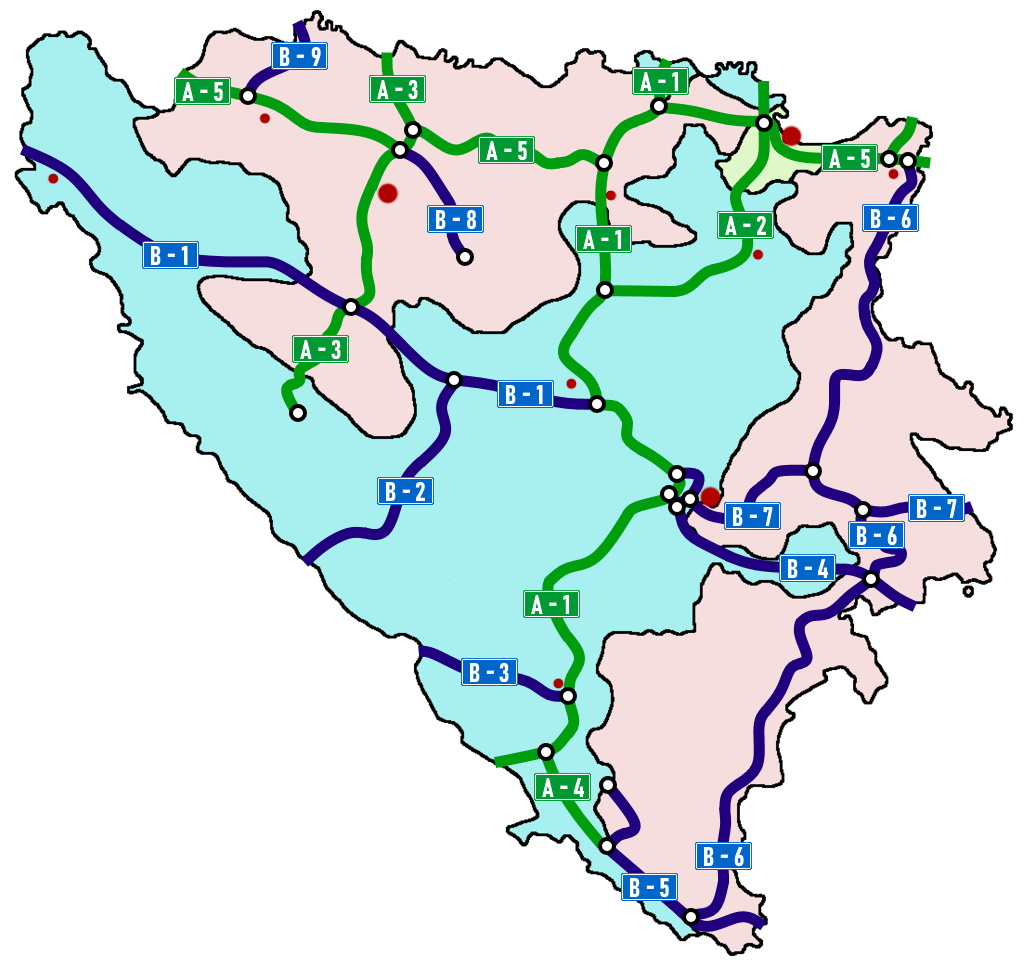
Geplantes Autobahnnetz in Bosnien und Herzegowina

Diese Liste der Autobahnen in Bosnien und Herzegowina gibt einen Überblick über das Autobahnnetz in Bosnien und Herzegowina. Dieses Netz befindet sich derzeit noch im Aufbau und zählt zu den jüngsten in Europa.

## Allgemeines

### Nummerierung
Derzeit sind bis auf die A1 nur die Autobahnen und autobahnähnlichen Straßen (Schnellstraßen) in der Föderation Bosnien und Herzegowina, eine der zwei Entitäten von Bosnien und Herzegowina, durchgehend nummeriert.
In der Republika Srpska, der anderen Entität von Bosnien und Herzegowina, werden die Autobahnen dagegen einfach mit ihrem Anfangs- und Endpunkt benannt. Zusätzlich wird die Europastraßennummer als Nummerierung beschildert. Unklar ist, ob die A1 in der Republika Srpska als solche beschildert werden wird oder ob auch dort nur die Europastraßennummer verwendet werden wird.
Aufgrund politischer Differenzen zwischen den zwei Entitäten ist eine einheitliche und konsistente Nummernvergabe bzw. Benennung derzeit nicht absehbar.

### Maut
Vereinzelte Abschnitte der bisher einzigen Autobahn A1 in Bosnien und Herzegowina sind mautpflichtig.

## Liste der Autobahnen
In Bosnien und Herzegowina fällt die Zuständigkeit für Autobahnen und autobahnähnliche Straßen (Schnellstraßen) in den Bereich der zwei Entitäten.

### Föderation Bosnien und Herzegowina
In der Föderation Bosnien und Herzegowina, einer der zwei Entitäten von Bosnien und Herzegowina, sind verschiedene Autobahnen und autobahnähnliche Straßen (Schnellstraßen) in Planung, Bau oder bereits teilweise fertiggestellt:
| Nr. / Zeichen          | Europastraße(n) | Von (Nord bzw. West) | Bis (Süd bzw. Ost)       | Via                                                       | Länge      |
| ---------------------- | --------------- | -------------------- | ------------------------ | --------------------------------------------------------- | ---------- |
| A1                     | E73 · E761      | Svilaj / Kroatien    | Zvirovići / Kroatien     | Doboj – Zenica – Sarajevo – Jablanica – Mostar            | ca. 340 km |
| A2                     |                 | Orašje / Kroatien    | Tuzla                    | Brčko                                                     | ?          |
| A3                     |                 | Žepče                | Tuzla                    |                                                           | ?          |
| B1                     |                 | Bihać / Kroatien     | Lašva                    | Bosanski Petrovac – Ključ – Jajce – Donji Vakuf – Travnik | ca. 210 km |
| B2                     |                 | Donji Vakuf          | Livno / Kroatien         | Bugojno – Kupres                                          | ?          |
| B3                     |                 | Posušje / Kroatien   | Mostar                   | Široki Brijeg                                             | ?          |
| B4                     |                 | Sarajevo             | Goražde                  | Trnovo                                                    | ?          |
| Stadtautobahn Sarajevo |                 | Butila (Sarajevo)    | Koševsko Brdo (Sarajevo) | Sarajevo                                                  | ?          |

### Republika Srpska
In der Republika Srpska, einer der zwei Entitäten von Bosnien und Herzegowina, sind verschiedene Autobahnen und autobahnähnliche Straßen (Schnellstraßen) in Planung, Bau oder bereits teilweise fertiggestellt:
| Nr. / Zeichen               | Europastraße(n) | Von (Nord bzw. West) | Bis (Süd bzw. Ost)   | Via                                            | Länge       |
| --------------------------- | --------------- | -------------------- | -------------------- | ---------------------------------------------- | ----------- |
| (Autoput Doboj–Jakeš)       | E73 · E761      | Svilaj / Kroatien    | Zvirovići / Kroatien | Doboj – Zenica – Sarajevo – Jablanica – Mostar | ca. 340 km  |
| Autoput Gradiška–Banja Luka | E661            | Gradiška / Kroatien  | Kamensko / Kroatien  | Mahovljani – Klašnice                          | ca. 26,5 km |
| Autoput Banja Luka–Doboj    |                 | Banja Luka           | Doboj                | Mahovljani – Prnjavor                          | ca. 72 km   |
| Autoput Glamočani–Mlinište  |                 | Glamočani            | Mliniste             | Banja Luka – Mrkonjić Grad                     | ca. 96 km   |